# Hyundai HD160 / HD170
Hyundai HD160/HD170 und Hyundai D0710 war eine Omnibus-Baureihe, die die Hyundai Motor Company als Nachfolgemodelle der Hyundai R-Serie von 1977 bis 1982 produzierte.

## Modellgeschichte
Die Firmengeschichte der  Hyundai Motor Company begann mit der Montage und dem Vertrieb von vorwiegend Ford-Modellen in Südkorea. So wurde zuerst der Ford Cortina von Hyundai für Ford montiert und später vollständig produziert als Ford Coti. Der Ford P7 – als Ford 20M – und der Ford Mustang wurden von Hyundai für den südkoreanischen Markt umgerüstet und vertrieben. Später folgte der Ford Granada, den Hyundai bis 1985 für Ford montierte und ebenfalls vertrieben. Die Ford-D-Serie wiederum wurde von Hyundai montiert, aber als Hyundai-D-Serie und DK-Serie vermarktet, in gleicher Weise die Ford-R-Serie. Mit dem Hyundai Pony 1975 führte Hyundai seinen ersten eigenentwickelten Pkw ein, der jedoch auch aus Komponenten des Ford Cortina bestand und mit Motoren des später langfristigen Kooperationspartners Mitsubishi Motors ausgestattet war. In ähnlicher Weise erneuerte Hyundai 1977 sein Nutzfahrzeug-Angebot. Zuerst startete der Kleintransporter und als 12-Sitzer-Kleinbus gebaute Hyundai HD 1000, abgeleitet vom Ford Transit. Oberhalb dieser Kleinbusversion wurden der D0710, HD160 und HD170 eingeführt. Die Basis hierfür war weiter das Chassis des Ford-R-Serie-Omnibusses, mit Frontmotor und Hinterradantrieb.

## HD160 1977–1981
Der Hyundai HD160 als erstes Modell der Baureihe hatte ein überarbeitetes Chassis der R-Serie mit einem Karosserieaufbau von CCMC aus Australien. Den Antrieb übernahm weiterhin der Ford-R-Dieselmotor. Zuerst wurde der HD160 als Reisebus und Überlandbus gebaut. Ab 1978 gab es eine spezielle Stadtbusversion, die speziell für den chinesischen Markt als Wanhaeng gebaut wurde. Nunmehr gab es auch vom Fahrersitz aus zu öffnende und schließende Türen. Gegen Ende 1978 konnten auch die Passagiere mittels Knopfdruck die Türen öffnen.
Für 1982 wurden in Südkorea neue Vorschriften für Stadtbusse erlassen. Insbesondere das Gewicht stand hierbei einer Weiterentwicklung im Wege. Da der Verkauf des HD160 im Gegensatz zu den Konkurrenzmodellen Saehan Motor BL und Asia MotorsBD098/101 niedrig war, wurde die Produktion ohne Nachfolger im Sommer 1981 eingestellt.

## HD170 1977–1982
Der HD170 hatte die gleiche Basis wie der HD160, jedoch eine größere Karosserie und war von Produktionsbeginn Ende 1977 an als Reisebus oder Überlandbus konzipiert. Anders als der HD160 hatte er einen von Korea Maschines-Abteilung Doosan in Lizenz produzierten MAN D0846HM-U 7255 cm³ Dieselmotor. In China wurde er wiederum als ein Wanhaeng Modell vermarktet. 1981 wurden noch die vorderen Scheinwerfer überarbeitet, ansonsten wurde das Modell während seiner gesamten Bauzeit bis Januar 1982 ohne Änderungen produziert. Auch hier waren die Verkaufszahlen nicht hoch, sodass lediglich als Ersatz eine zusätzliche Variante des Hyundai FB eingeführt wurde.

## D0710 1977–1981
Der D0710 war ein vom HD160 abgeleiteter Midibus mit 25 Sitzplätzen und wurde Ende 1977 als Ergänzung eingeführt. Er sollte hierbei insbesondere ein Angebot für kleinere Kommunen für den Linienverkehr sein und ein Konkurrenzangebot zu den Saehan Motor BL und Asia Motors AM807/AM808 Modellen sein. Wie beim HD160 brachten die veränderten Vorschriften und die geringen Verkaufszahlen das Produktionsende im Dezember 1981. Erst 1987 baute Hyundai mit dem Hyundai Chorus wieder einen Midibus.